# 莎拉·蜜雪兒·吉蘭
（1977年4月14日—），美國女演員。

## 個人生活
1997年，莎拉於拍攝電影《I know what you did last summer》認識了現在的丈夫，小弗雷迪·普林斯，但他們一直都沒有約會，直至2000年。莎拉和費迪於2001年4月訂婚，2002年9月1日在墨西哥舉行婚禮。2007年，莎拉向男士雜誌《Maxim》透露，雖然她跟丈夫已結婚多年，但她仍然沒有準備成為母親。同年提出申請，在自己的姓氏後加上夫姓。2009年9月，莎拉的女兒夏綠蒂（Charlotte Grace Prinze）誕生。2012年9月，兒子洛基（Rocky James Prinze）誕生。

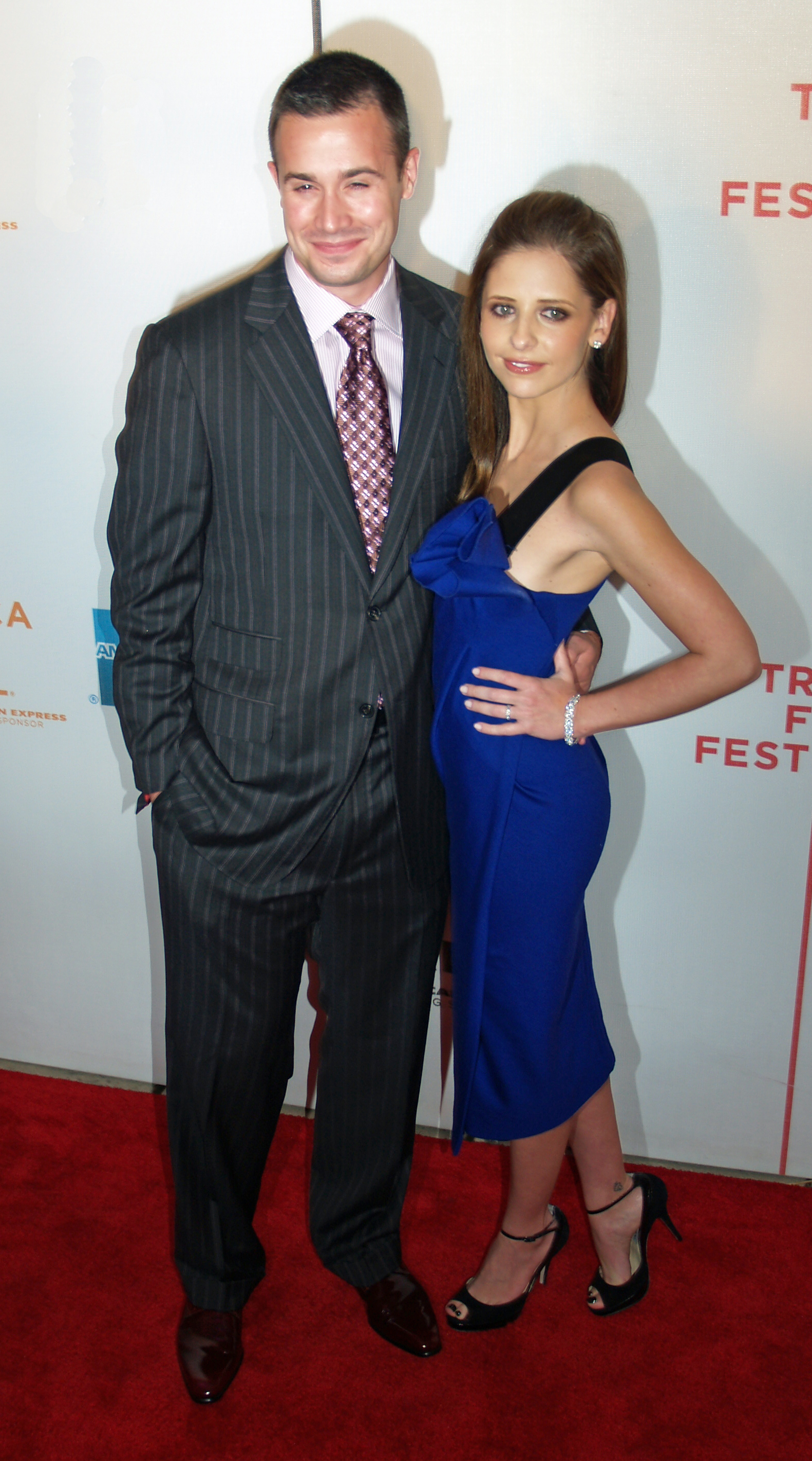
莎拉·米雪·吉娜和她的演員丈夫

莎拉亦是跆拳道黑帶。

## 演出作品
- 天鵝過境（Swans Crossing 1992年）電視劇
- 我所有的孩子（All My Children 1993年）電視劇
- 比佛利山魯賓遜家族（Beverly Hills Family Robinson 1997年）
- 是誰搞的鬼（I Know What You Did Last Summer 1997年）
- 驚聲尖叫2（Scream 2 1997年）
- 魔法奇兵（Buffy the Vampire Slayer 1997~2003年）
- 魔法一點靈（Simply Irresistible 1999年）
- 危險性遊戲（Cruel Intentions 1999年）
- 窈窕美眉（She's All That 1999年），由蓮兒與啷噹六便士演唱Kiss Me
- 哈佛人（Harvard Man 2001年）
- 史酷比（Scooby-Doo 2002年）
- 史酷比2：怪獸偷跑（Scooby-Doo 2: Monsters Unleashed 2004年）
- 不死咒怨（The Grudge 2004年）
- 南方傳奇（Southland Tales 2006年）
- 鬼謎藏（The Grudge 2 2006年）
- 回魂（The Return 2006年）
- 女孩向錢行（Suburban Girl 2007年）
- 交錯效應（The Air I Breathe 2008年）
- 錯位佔據（Possession 2009年）
- 薇若妮卡決定去死（Veronika Decides to Die 2009年）
- 美麗疾病（暫譯）|美麗疾病]]（暫譯）]]（The Wonderful Maladys 2009年）
- 替身姐妹（台灣AXN頻道譯為「雙生情謎」）(Ringer 2011 年)
- 復仇好閨蜜 (Do Revenge 2022年)

也在遊戲決勝時刻：黑色行動的殭屍地圖(Call of The Dead)中出現

## 外部連結
- 莎拉·蜜雪兒·吉蘭在互联网电影资料库（IMDb）上的資料（英文）
- 莎拉·蜜雪兒·吉蘭的X（前Twitter）
- 莎拉·蜜雪兒·吉蘭的X（前Twitter）(旧帐户，已弃用) （页面存档备份，存于）